# 吉林薹草
吉林薹草（学名：Carex kirinensis）为莎草科薹草属的植物，是中国的特有植物。分布于中国大陆的黑龙江、吉林等地，生长于海拔500米的地区，多生于针阔混交林中，目前尚未由人工引种栽培。